# Тихий американец
Это статья о романе. См. также статьи об экранизациях: «Тихий американец (фильм, 1958)» и «Тихий американец (фильм, 2002)».
«Тихий американец» (англ. The Quiet American) — роман 1955 года английского писателя Грэма Грина. Критикует внешнюю политику США во Вьетнаме. Основан на реальных событиях, но не излагает их точно: «Я допускаю … отклонения без всяких угрызений совести, потому что я написал роман, а не исторический очерк…».

## Сюжет
Действие происходит в Сайгоне в начале 1950-х годов, во время Первой индокитайской войны. В романе пересекаются две основные линии: любовный треугольник пожилого английского журналиста Томаса Фаулера (англ. Thomas Fowler), молодого американца Олдена Пайла (Alden Pyle) и вьетнамской подруги Фаулера Фуонг (Phượng, правильный вариант произношения этого имени — Фыонг, «феникс»); и военно-политические конфликты и нарастающее вмешательство США, которое в будущем приведёт к Вьетнамской войне. Фаулер, рассказчик истории, просто наблюдает происходящие события и отправляет репортажи в Лондон. Его опыт во Вьетнаме отчасти повторяет пережитое там самим Грином. Пайл, напротив, непосредственно замешан в происходящем, хотя это становится ясно и не сразу. Будучи сотрудником гуманитарной миссии США во Вьетнаме, а по сути — представляя в своем лице американские спецслужбы, он символизирует политику США во Вьетнаме в целом.
Ключевые события романа сконцентрированы вокруг попытки США создать «третью силу» в лице генерала Тхе (основан на реальной личности Чинь Минь Тхе) для противостояния Вьетминю и, менее явно, французским колонизационным войскам. Серия террористических актов в Сайгоне, ответственность за которые свалили на коммунистов, используется для оправдания взятия города генералом Тхе (схожие события происходили в действительности в 1952 году в то время, как Грин был в городе). Грин считал, — и это вскоре подтвердилось — что на самом деле взрывы были делом рук Тхе и его американских советников. В романе этот не слишком законспирированный заговор раскрывает Фаулер, что заставляет его отвергнуть свои созерцательные принципы и пойти на вмешательство в происходящее: выдать Олдена Пайла вьетнамским коммунистам, став в итоге прямым виновником его гибели.

## Пресса
Образ «тихого американца», в некотором роде «прогрессора» западных ценностей, выведенный в этой книге, оказался настолько сильным, что стал излюбленным клише антиамериканской риторики в приложении к деятельности США в других странах. В частности, активно использовался в советской прессе и на телевидении.

## Экранизации
По роману были сняты два фильма: один вскоре после выхода, в 1958 году, второй в 2002. Смысл сюжета первой экранизации был прямо противоположен роману: сценарий создавался при участии офицера ЦРУ. Грэм Грин назвал фильм «пропагандой». До второй экранизации автор не дожил и не смог высказать своё отношение, но её сюжет гораздо ближе к роману и имеет заложенный в нём политический смысл.